# Car-Parrinello-Methode
Car-Parrinello Molekulardynamik oder CPMD bezeichnet entweder die Molekulardynamik-Methode, auch als Car-Parrinello-Methode bekannt, oder das Softwarepaket, in dem die Methode implementiert wurde.
Die CPMD-Methode ist mit der verbreiteteren Born-Oppenheimer Molekulardynamik-Methode (BOMD) dahingehend verwandt, dass quantenmechanische Effekte der Elektronen in der Berechnung von Energien und Kräften für die klassischen Kernbewegungen berücksichtigt werden. BOMD behandelt die Elektronenstruktur im Rahmen der zeitunabhängigen Schrödingergleichung. CPMD berücksichtigt die Elektronenstruktur explizit als aktiven Freiheitsgrad über dynamische Variablen.
Das CPMD-Softwarepaket beinhaltet eine parallelisierte Plane-Wave/Pseudopotential-Implementierung der CPMD-Methode auf Basis der Dichtefunktionaltheorie.

## Methode
Die Car-Parrinello-Methode ist eine Molekulardynamik-Methode die in der Regel in Kombination mit periodischen Randbedingungen, Plane-Wave-Basissätzen und Dichtefunktionaltheorie verwendet wird. Die Methode wurde 1985 von Roberto Car und Michele Parrinello vorgeschlagen, denen 2009 die Dirac-Medaille der ICTP verliehen wurde.
Bei der Born-Oppenheimer-Molekulardynamik-Methode wird die Elektronenstruktur einer bestimmten Kernposition berechnet. Aus dieser gehen Korrekturterme zur Born-Oppenheimer-Näherung hervor, die Elektronen- und Kernbewegungen koppeln. Die Kernbewegungen in der BOMD bestehen aus klassischen ionischen Beiträgen und den Korrekturtermen.
Die CPMD-Methode verwendet für die Kernbewegungen im Gegensatz dazu einen Lagrange-Operator, der die elektronischen Freiheitsgrade explizit als fiktive, dynamische Variablen enthält. Dies führt zu gekoppelten Bewegungsgleichungen für Kerne und Elektronen. Eine Optimierung der Elektronen in jedem Zeitschritt, wie in der BOMD erforderlich, wird bei der CPMD dadurch vermieden: Nach einer initialen Optimierung der Elektronenstruktur wird die Elektronenstruktur durch die fiktiven dynamischen Variablen auf dem Grundzustandsniveau der jeweiligen Kernkonfiguration gehalten.
Um diese Adiabatizitätsbedingung einzuhalten, wird die fiktive Elektronenmasse so klein gewählt, dass kein signifikanter Energietransfer von den Kernen auf die Elektronen stattfindet. Diese fiktive kleine Elektronenmasse führt allerdings dazu, dass die Bewegungsgleichungen nur über wesentlich kleinere Zeitintervalle integriert werden können als die bei der BOMD üblichen 1–10 fs.

## Allgemeiner Ansatz
In der CPMD werden die kernnahen Elektronen üblicherweise durch Pseudopotentiale und die Wellenfunktion der Valenzelektronen durch Plane-Wave-Basissätze genähert. Die Elektronendichte des Grundzustands wird selbstkonsistent für eine fixe Kernkonfiguration mittels Dichtefunktionaltheorie berechnet. Die auf die Kerne wirkenden Kräfte werden unter Verwendung dieser Dichte berechnet und daraus die nächste Kernkonfiguration.

## Fiktive Dynamik
CPMD ist eine Näherung zur BOMD-Methode. In der BOMD wird die Wellenfunktion der Elektronen bzw. die Elektronendichte in jedem Zeitschritt berechnet. CPMD verwendet eine fiktive Dynamik um die den elektronischen Grundzustand zu nähern, ohne den Grundzustand in jedem Schritt neu zu berechnen. Diese fiktive Dynamik verwendet eine fiktive Elektronenmasse (üblicher sind 400–800 a.u.) um sicherzustellen, dass wenig Energie von den Kernen auf die Elektronen übertragen wird (Adiabatizitätsbedingung). Eine Erhöhung der fiktiven Elektronenmasse würde dazu führen, dass das System den genäherten BOMD-Grundzustand verlassen kann.

### Lagrange-Funktional
{\displaystyle {\mathcal {L}}={\frac {1}{2}}\left(\sum _{I}^{\mathrm {Kerne} }\ M_{I}{\dot {\vec {R}}}_{I}^{2}+\mu \sum _{i}^{\mathrm {Orbitale} }\int \mathrm {d} ^{3}{\vec {r}}\,|{\dot {\psi }}_{i}({\vec {r}},t)|^{2}\right)-E\left[\{\psi _{i}\},\{{\vec {R}}_{I}\}\right],}
wobei {\displaystyle E[\{\psi _{i}\},\{{\vec {R}}_{I}\}]} das Kohn-Sham-Energie-Dichtefunktional ist, das zu gegebenen Kohn-Sham-Orbitalen und Kernpositionen eine Energie zuordnet.

### Orthogonalitätsbedingung
{\displaystyle \int \mathrm {d} ^{3}{\vec {r}}\ \psi _{i}^{*}({\vec {r}},t)\psi _{j}({\vec {r}},t)=\delta _{ij},}
wobei {\displaystyle \delta _{ij}} das Kronecker-Delta ist.

### Bewegungsgleichungen
Die Bewegungsgleichungen erhält man durch Minimierung des Lagrange-Funktionals unter Variation der {\displaystyle \psi _{i}} und {\displaystyle {\vec {R}}_{I}} unter Einhaltung der Orthogonalitätsbedingung,
{\displaystyle {\begin{aligned}M_{I}{\ddot {\vec {R}}}_{I}&=-{\vec {\nabla }}_{I}E\left[\{\psi _{i}\},\{{\vec {R}}_{I}\}\right]\\\mu {\ddot {\psi }}_{i}({\vec {r}},t)&=-{\frac {\delta E}{\delta \psi _{i}^{*}({\vec {r}},t)}}+\sum _{j}\Lambda _{ij}\psi _{j}({\vec {r}},t),\end{aligned}}}
wobei {\displaystyle \Lambda _{ij}} die Lagrange-Multiplikatoren sind, durch die die Einhaltung der Orthonormalitätsbedingung sichergestellt wird.

### Born–Oppenheimer-Limit
Im Grenzfall {\displaystyle \mu \to 0} entsprechen die Bewegungsgleichungen denen der BOMD.